# عنق الحية
أو ألفا الحية Alpha Serpentis اسمه التقليدي Unukalhai مشتق من الاسم العربي. ". وهو نجم ثلاثي في كوكبة الحية. وهو ألمع نجم في كوكبته ويبعد حوالي 70 سنة ضوئية عن الأرض.
في الصينية، 天 市 右 垣 (تيان شي لك يوان)، تعني مجمة الحائط السماوي، يشير إلى النجوم الإحدى عشرة الصينية التي يحتفل بها.

## خصائص
النجم الرئيسي يعرف باسم عنق الحية أ هو عملاق برتقالي ينتمي إلى الفئة الطيفية K ويبلغ قدره الظاهري +2.63 . كما يبلغ ضياءه 70 ضعف من ضياء الشمس وتقدر درجة حرارة سطحه 4300 كلفن. بينما يبلغ القدر الظاهري لعنق الحية ب 11.8+ ويبعد 58 ثانية قوسية عن الرئيسي. في حين يتموضع عنق الحية ج على 2.3 دقيقة قوسية عن الرئيسي.